# Parafia św. Apostołów Piotra i Pawła w Gdańsku (ul. Żabi Kruk)
Parafia pw. Świętych Apostołów Piotra i Pawła w Gdańsku (ul. Żabi Kruk) – parafia rzymskokatolicka usytuowana w Gdańsku. Należy do dekanatu Gdańsk-Śródmieście, który należy z kolei do archidiecezji gdańskiej.
Parafia została założona w 1976 roku. Obecnym proboszczem parafii jest ks. prał. Cezary Annusewicz.